# PA-252
A  PA-252 é uma rodovia brasileira do estado do Pará. Essa estrada tem seu início no porto da cidade de Abaetetuba. Durante seu percurso intercepta as rodovias PA-151, PA-475, PA-140, PA-127, BR-010, PA-124 e PA-108.
Está localizada na região nordeste do estado, atendendo aos municípios de Abaetetuba, Moju, Acará, Concórdia do Pará, São Domingos do Capim, Ipixuna do Pará, Mãe do Rio, Nova Esperança do Piriá e Cachoeira do Piriá. 